# Patrick Bassant
Patrick Bassant (Amsterdam, 1977) is een Nederlandse schrijver.

## Biografie
Patrick Bassant groeide op in Badhoevedorp, gemeente Haarlemmermeer, tegen Amsterdam aan. Sinds 1998 woont hij in Amsterdam. Hij studeerde Nederlandse letterkunde aan de Vrije Universiteit Amsterdam en Germaanse talen aan de KU Leuven.

## Romans
In de debuutroman Joy (2012) volgen we een jong meisje dat zichzelf graag aan de wereld toont, en een kunstenaar die op zoek is naar een beeld met een ziel.
De historische roman De vlinder in de inktpot (2020) gaat over kunstenaarsengagement en politieke actie. Een verhaal over Spaanse burgeroorlog door de ogen van fictieve personages en werkelijk bestaande figuren zoals de schrijvers Johan Brouwer en Jef Last en de cineast Joris Ivens.

## Overig werk
Bassant is redacteur van het Vlaamse literaire tijdschrift DW B en een van de oprichters van het platform voor literaire kritiek dereactor.org
Sinds 2022 maakt hij De inktpodcast, een maandelijkse podcast, volgens de ondertitel ‘experimenten in audio en  literatuur.’